# Veľaty
Veľaty (in ungherese Velejte) è un comune della Slovacchia facente parte del distretto di Trebišov, nella regione di Košice.